# Пять ринов (монета Японии)
Пять ринов — монета Японии, достоинством ½ сена или 1⁄200 иены. Монета чеканилась с 1916 по 1919 годы, но находилась в обращении до 1953 года. Она была преемником равной по стоимости монеты номиналом полсена, чеканившейся до 1888 года. 

## История
Монеты достоинством пять ринов впервые упоминаются в законах о чеканке монет, принятых в 1897 году, когда Япония официально перешла на золотой стандарт. Однако к концу правления императора Мэйдзи были отчеканены только образцы, поскольку в то время неотложной задачей была чеканка золотых и серебряных монет. Монеты достоинством пять ринов были выпущены для обращения только в 1916 году на 5-м году правления императора Тайсё из-за растущей инфляции, вызванной Первой мировой войной, которая привела к общему дефициту вспомогательных монет. По стоимости эта монета равнялась монете номиналом полсена, выпускаемой с 1873 по 1888 годы. Выпуск пяти-риновых монет был прекращён всего через четыре года из-за резкого снижения их стоимости  . Спрос на вспомогательные монеты прекратился, когда Япония впала в послевоенную рецессию. Монеты номиналом 5 ринов были изъяты из обращения в конце 1953 года.

## Тираж
Ниже приведены тиражи монет номиналом 5 ринов.
| Дата по японскому календарю | Дата по григорианскому календарю | Тираж      |
| --------------------------- | -------------------------------- | ---------- |
| 五                          | 1916                             | 8,000,000  |
| 六                          | 1917                             | 5,287,584  |
| 七                          | 1918                             | 11,661,877 |
| 八                          | 1919                             | 17,130,539 |